# Бульварно-Кудрявська, 35
Кам'яниця Грезера — колишній прибутковий житловий будинок, розташований у Києві на Бульварно-Кудрявській вулиці, 35.
За визначенням дослідників, будівля — цінне культурне надбання міста. Пам'ятка має важливе містобудівне значення.

## Історія кам'яниці

Кам'яниця з муралом

Кам'яницю збудували у 1890-х роках. Її власником до захоплення більшовиками влади був Станіслав Грезер (Гризер).
Близько 1922 року більшовики націоналізували будівлю.
2015 року порушили питання про внесення будинку до переліку щойно виявлених об'єктів культурної спадщини місцевого значення.
2017 року на будинку з'явився мурал «Чорне море».

## Архітектура
Цегляний будинок вирішений у стилі історизму. Первісно був двоповерховим. Згодом добудували третій поверх. 
Фасад оздоблений цегляним декором. Особливо виділяється карниз між другим і третім поверхами.

## Мурал

Джейк Айкман. «Чорне море»

2017 року організатори фестивалю вуличного мистецтва «Art United Us», покликаного підвищити обізнаність громадськості щодо проблем, пов'язаних із війною, агресією та насильством, запросили до Києва художника Джейка Айкмана (англ. Jake Aikman) із Південної Африки. Він народився 1978 року в Лондоні, здобув ступінь магістра образотворчого мистецтва в Школі образотворчого мистецтва імені Максиміліана Міхаеліса Кейптаунського університету. З 2006 року мав кілька персональних виставок в Кейптауні, Римі, Йоганнесбурзі. Брав участь у виставці «L'Anima Del Acqua» (Душа Води), представленій у рамках 53-ї Венеційської бієнале, а також в інших заходах.
30 липня 2017 року Джейк Айкман завершив на торці триповерхового будинку величний морський пейзаж «Чорне море». Організатори заявили, що стрит-артер завжди знаходить натхнення у природі й особливо в морі. «Чорне море» — одна з найвитонченіших і найглибших робіт у Києві. Мурал випромінює загадковість і спонукає до роздумів.